# Drosanthemum dejagerae
Drosanthemum dejagerae är en isörtsväxtart som beskrevs av L. Bol. Drosanthemum dejagerae ingår i släktet Drosanthemum och familjen isörtsväxter. Inga underarter finns listade i Catalogue of Life.